# 長い19世紀
長い19世紀（ながいじゅうきゅうせいき、英語: The Long 19th Century）は、イギリスの歴史学者エリック・ホブズボームが著作『革命の時代』"The Age of Revolution : Europe 1789-1848"、『資本の時代』"The Age of Capital, 1848-1875"、『帝国の時代』"The Age of Empire, 1875-1914"で提唱した時代概念である。ホブズボームはフランス革命が始まった1789年から第一次世界大戦が始まる1914年までを「長い19世紀」と規定している。
長い19世紀に対比されるのが「短い20世紀」である。

## 時代区分
長い19世紀は、以下の3つの時代に分けることができる。

### 革命の時代（1789年 - 1848年）
1789年7月14日、バスティーユ牢獄の襲撃を発端とするフランス革命が起き、その影響はヨーロッパ各国へ波及した。その後、ナポレオン・ボナパルトの登場、ウィーン体制を経て、1848年革命へと到る。
結果、西ヨーロッパでは国民国家が成立し、主権は国王や皇帝のものであるという観念が崩れることとなった。東ヨーロッパの国々も西に追随する形で改革を急ぐこととなる。

### 資本の時代（1848年 - 1875年）
フランス第二共和政の成立、またドイツ三月革命の勃発をきっかけに、ヨーロッパは再編されていく。イギリスはパクス・ブリタニカを謳歌し、ドイツとイタリアは国内を統一、ロシアはアレクサンドル2世のもと改革を進めていく。
また産業革命の結果、鉄道網の建設やスエズ運河の開通などインフラが整備され、ブルジョワジー階級がヨーロッパ世界を動かすようになる。

### 帝国の時代（1875年 - 1914年）
ベルリン会議以降、ビスマルク体制によって平和がもたらされた。ブルジョワジー階級が推し進めた資本主義は、その膨大に蓄積された余剰資本の投下先としてアジア・アフリカの植民地を求めた。
これが世界の分割を進める帝国主義となり、世界各地でのヨーロッパ列強の対立を招き、第一次世界大戦へ突入していく要因となる。